# Journal of Modern Turkish Studies
Das Journal of Modern Turkish Studies (JMTS; türkisch Modern Türklük Araştırmaları Dergisi) ist eine seit 2004 vierteljährlich erscheinende wissenschaftliche Onlinezeitschrift des Department of Modern Turkish Dialects and Literature der Universität Ankara für Turkologie. Sie unterliegt einem Peer-Review. Neben theoretischen und empirischen Artikeln werden auch Buchrezensionen veröffentlicht. Derzeitiger Herausgeber ist F. Sema Barutcu Özönder. Dem Editorial Board gehören Nuraniye H. Ekrem, Erkin Emet, Melek Erdem, Filiz Kılıç, Aynur Öz Özcan, Ufuk Tavkul und Erdoğan Uygur. Darüber hinaus wird die Zeitschrift durch ein Advisory Board unterstützt. Sie wird von der International Bibliography of Books and Articles on the modern Languages (MLAIB) geführt.